# Poissy
Poissy là một xã trong vùng đô thị Paris, thuộc tỉnh Yvelines, vùng hành chính Île-de-France của nước Pháp, có dân số là 35.841 người (thời điểm 1999).

## Những người con của thành phố
- Houssine Kharja, cầu thủ bóng đá